# Campionato mondiale militare di scherma 1947
Il Campionato mondiale militare di scherma del 1947 ("1947 World Military Fencing Championships") è stato organizzato dalla Federazione internazionale della scherma e si è svolto a Baden-Baden in Germania dal 17 al 22 aprile.
Nel fioretto, si è aggiudicato il titolo di campione mondiale militare il francese Girouard.
Nella spada trionfa il belga Raoul Mollet, ottenendo il titolo mondiale militare maschile.
Nella sciabola vince il belga Eugene Laermans.
Nel campionato mondiale militare a squadre maschili, la nazionale francese ha prevalso nella finale del fioretto, la nazionale francese ha vinto nella spada, ed infine la nazionale ceca ha trionfato nella sciabola.

## Podi

### Uomini
| Specialità  | Oro                | Argento | Bronzo |
| Individuali |                    |         |        |
| Fioretto    | Girouard           | -       | -      |
| Spada       | Raoul Mollet       | -       | -      |
| Sciabola    | Eugene Laermans    | -       | -      |
| A squadre   |                    |         |        |
| Fioretto    | Francia Girouard - | -       | -      |
| Spada       | Francia -          | -       | -      |
| Sciabola    | Rep. Ceca -        | -       | -      |